# Film (métrage)
Pour l'art et la technique, voir cinéma et film.

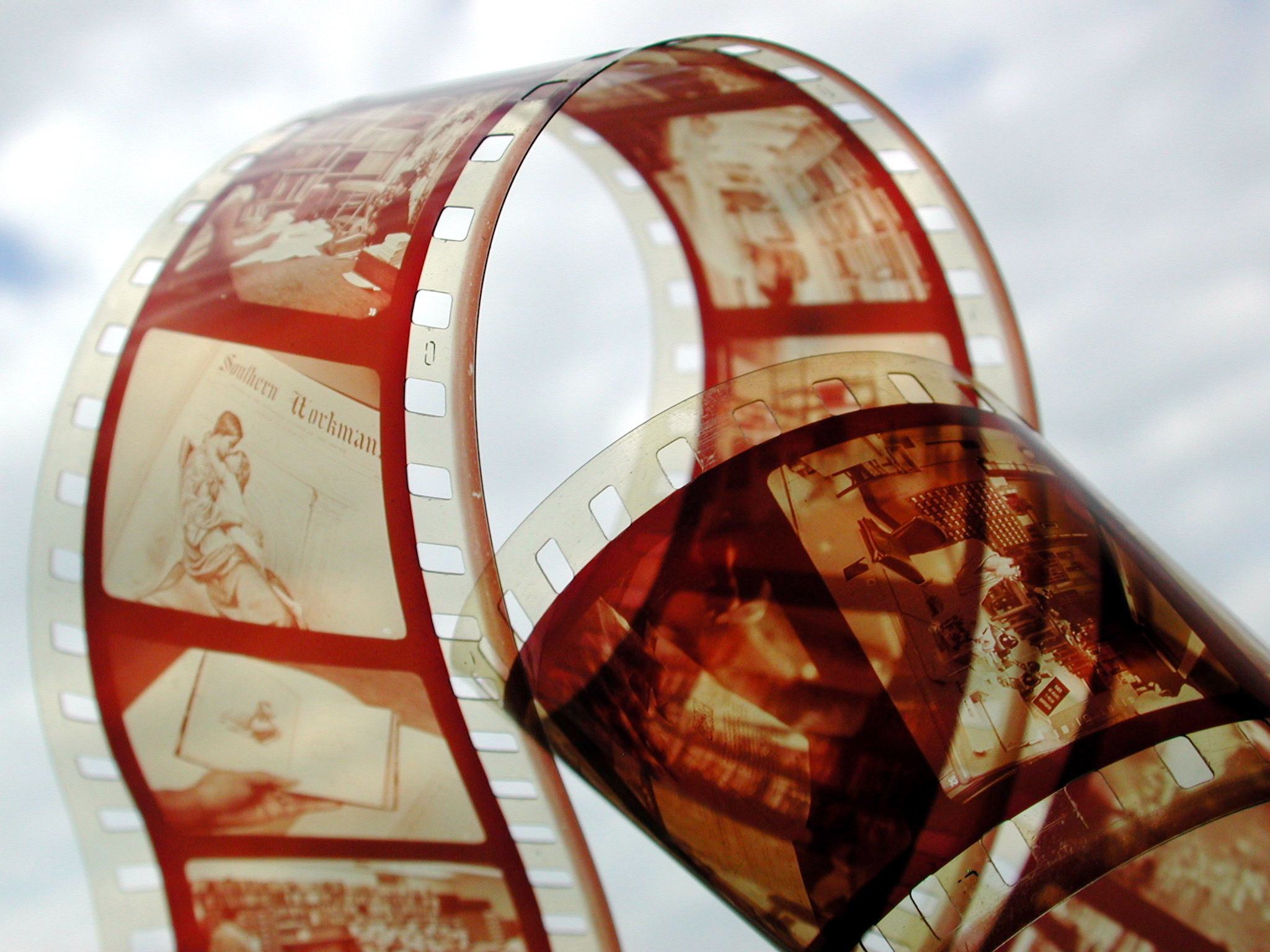
Ruban pelliculaire.

En prise de vue argentique, un film est un support souple et transparent dont une face est recouverte d’une émulsion photosensible qui permet l’impression d’images à l’aide d’un appareil photographique ou d’une caméra de cinéma.
Par métonymie, le terme désigne également l'œuvre cinématographique portée par cette pellicule.
- Pour effectuer une prise de vue photographique, on utilise soit la cartouche 135 qui est un ruban perforé identique au format standard 35 mm du cinéma, enroulé dans une cartouche qui le protège de la lumière et permet de le charger en plein jour, soit les formats 120 et 220, ruban souple sans perforations, protégé de la lumière par un papier opaque, soit le plan film, en plaque semi-souple contenue dans un boîtier fermé par un volet, chargeable à l’unité pour les chambres photographiques, que l’on ouvre une fois installé à l’arrière de l’appareil, et que l’on referme une fois la photo prise.
- Pour effectuer une prise de vues cinématographique, on utilise un ruban muni sur toute sa longueur d’une rangée (ou deux) de perforations, selon le format, qui se présente soit en rouleaux (des « galettes ») de 61, 122 ou 305 mètres que l’on charge dans les magasins amovibles de la caméra (opération exécutée en chambre noire ou dans un sac dédié en tissu noir épais, appelé charging bag ; les magasins peuvent ensuite être installés sur la caméra en plein jour et récupérés de même), soit en bobines à flasques de 7,50, 15 ou 30 mètres que l’on introduit dans le corps même de la caméra (opération effectuée en lumière atténuée), soit en chargeurs pré-remplis par le fabricant de la pellicule (caméras à « magazine ») que l’on installe sur la caméra en plein jour.

En raison des possibilités démultipliées des systèmes et formats numériques, les formats cinématographiques argentiques sont pour certains en voie de disparition, ou muséologiques, mais d’autres perdurent à cause des connaissances que l’on a acquises en un siècle et demi sur la conservation de ces formats.

## Le format standard
Le format standard du cinéma est le 35 mm à défilement vertical, déterminé à quelques détails près dans sa forme actuelle en 1893 par l’industriel et inventeur américain Thomas Edison, son réalisateur, le franco-britannique William Kennedy Laurie Dickson, et leur assistant l’Américain William Heise. En 1891, « pour accomplir son tour de force, Edison a fait couper le support souple d’Eastman sur la largeur, le ramenant d’abord à 19 mm, avec un déroulement horizontal, puis, déçu par les résultats d’une image trop petite, il le porte à 35 mm de large, avec un déroulement vertical ». Le support souple transparent utilisé était l’invention en 1888 de l’Américain John Carbutt, le nitrate de cellulose, produit dangereux, facilement inflammable et même explosif. Le futur créateur de Kodak, l’Américain George Eastman, mit en vente ce support pour la photographie dès 1889 sous la forme de rouleaux de 70 mm de large. Mais l’arrivée sur le marché du nouveau produit eut surtout un effet d’accélération de la mise au point d’un appareil photographique permettant la prise de vues intermittentes à forte cadence : la caméra de cinéma qui enregistra les premiers films, le Kinétographe. « Kinétographe (en grec, écriture du mouvement) : caméra de l’Américain Thomas Edison, brevetée le 24 août 1891, employant du film perforé 35 mm et un système d’avance intermittente de la pellicule par « roue à rochet ». Entre 1891 et 1895, Edison réalise quelque soixante-dix films ».
Pour assurer l’entraînement mécanique du support souple, Thomas Edison munit d’abord sa pellicule d’une seule rangée de perforations rectangulaires dont il déposa des brevets internationaux, comme il le fit pour le kinétographe. « Edison s’est sans doute inspiré des trous qui permettent le défilement des rubans en papier du télégraphe, dont il fut, pendant son adolescence, un opérateur virtuose ». Puis, afin de mieux stabiliser l’image enregistrée, Edison dota la bande d’une seconde rangée de perforations sur l’autre bord de la pellicule. Le format 35 mm était né et les premiers films du cinéma purent voir le jour. C’est Edison lui-même qui adopta pour la première fois le mot anglais film pour désigner les bobineaux impressionnés.
L’apparition du kinétographe et des films Edison accéléra les recherches des autres inventeurs. Ces films étaient visionnés sur les kinétoscopes par le biais d’un œilleton (Edison ne protégea pas son invention par des brevets internationaux car il considérait cet appareil comme une étape vers le couple image et son, qu'il pensait être en voie d'obtenir grâce au Kinétophone ; à tort, cette dernière invention qui intervint en 1895 fut un échec). En revanche, les Kinétoscope Parlors, véritables salles de cinéma où plusieurs appareils à usage individuel étaient à la disposition du public moyennant un droit d'entrée dans la salle, furent un succès qui motiva industriels et inventeurs concurrents dans le monde entier. Ainsi, les frères Lumière développèrent un appareil plus sophistiqué, le Cinématographe, à la fois caméra de prise de vues et appareil de projection. Afin de ne pas tomber dans la contrefaçon industrielle, ils utilisèrent le même format Eastman 70 mm coupé en deux fois 35 mm, qu’ils dotèrent cependant d’une seule perforation ronde de part et d’autre de chaque photogramme, dite « perforation Lumière ». Par la suite, ils abandonnèrent cette configuration fragile, quand le format Edison fut choisi comme norme internationale du cinéma professionnel, dit format standard. Le matériau du film étant particulièrement dangereux (d’où l’appellation « film flamme »), on lui préféra en 1938 le triacétate de cellulose à combustion lente (dit « film non-flamme » ou « film de sécurité »).
Aux débuts du cinéma, en 1891, les bobineaux sont de longueurs modestes, entre 15 et 17 mètres que l’on charge dans le noir. Un opérateur employé par Louis Lumière raconta même qu’il avait été obligé, pour manipuler sa pellicule dans l’obscurité complète, de louer un cercueil ! Chaque prise de vues est un film en soi que l'on projette tel quel. C’est pourquoi tous les films primitifs, jusqu’à la fin du XIXe siècle, ont une durée inférieure à une minute. Plus tard, la durée des films augmenta grâce à une invention du premier réalisateur de cinéma, William Kennedy Laurie Dickson qui, en désaccord avec Thomas Edison sur l’urgence de développer un système de projection, le quitta et mit au point en 1895 pour Woodville Latham un dispositif très simple mais efficace, la boucle de Latham, qui permit alors la projection de films dont la longueur pouvait aller jusqu’à quelque 300 mètres. Les films cessèrent d’afficher la même durée, dorénavant ils furent de différents métrages. La nécessité de respecter la continuité de la projection mais aussi d’assurer sa sécurité obligea les distributeurs à livrer les films aux salles sous la forme de plusieurs galettes de 300 mètres, soit environ un quart d’heure. Cette dimension fut portée à 600 mètres dans les années 1950, lors de la généralisation du film non-flamme. Plus tard, dans les années 1980-1990, et surtout à l’occasion de la création des salles multiplexes, les galettes furent réunies pour en former une seule, installée soit sur un support indépendant de l’appareil de projection même, afin de ne pas infliger le poids et la place énormes de cette galette à l’équipement de base, soit sur des plateaux où le film est disposé à plat et en boucle.

## Révolution du cinéma sonore
Le cinéma sonore, dès les premiers essais de l’équipe Edison en 1896, commença avec le Kinétophone. Pratiquement mort-né, puis en 1902 les phonoscènes de Léon Gaumont, et bien d’autres apparitions, est basé sur un couple de machines dissemblables : la caméra puis l’appareil de projection d’une part, et le phonographe ou le gramophone, lecteurs de cylindres ou de disques gravés d’autre part. L’accouplement présente de nombreuses défaillances, y compris dans le système plus abouti du Vitaphone : désynchronisations, cacophonies, etc. En 1927, la Fox Film Corporation « lance le procédé Movietone qui permet de photographier le son sur une pellicule cinéma et de le rajouter sur la bande le long des photogrammes du film ». Cette fois, le synchronisme est parfait ! Le succès de cette innovation technique oblige les cinéastes à porter la cadence de prise de vues des caméras et des appareils de projection à 24 photogrammes par seconde, au lieu des 16 ou 18 par seconde dont se contentait le cinéma muet. À 24 images par seconde, le rendu sonore est bien meilleur. Cette augmentation de la vitesse de défilement linéaire change aussi la durée de passage du métrage de film. La galette de 61 mètres en 35 mm passe dorénavant en 2 minutes au lieu de 3 auparavant, celle de 122 mètres passe en 4 minutes au lieu de 6, et celle de 305 mètres passe en 11 minutes au lieu de 16. Un long métrage sonore d'une heure et demie mesure 2 460 mètres, alors qu’en muet, il aurait mesuré 1 640 mètres.